# قوس النصر (بيونغيانغ)
قوس النصر في بيونغ يانغ ، كوريا الشمالية. تم تشييده لإحياء ذكرى المقاومة الكورية ضد اليابان من عام 1925 إلى عام 1945. وهو ثاني أطول قوس نصر في العالم ، بعد نصب الثورة (المكسيك) , ارتفاعه 60 م وعرضه 50 م .
تم بناء النصب التذكاري عام 1982 ، عند سفح موران هيل (모란봉) في العاصمة الكورية الشمالية بيونغ يانغ ، وقد تم تشييده لتكريم وتمجيد دور الرئيس كم إل سونغ في المقاومة العسكرية الكورية من أجل الاستقلال. تم افتتاحه بمناسبة عيد ميلاده السبعين ، وتمثل كل قطعة من 25500 قطعة من الجرانيت الأبيض الناعم يومًا من حياته حتى تلك اللحظة.

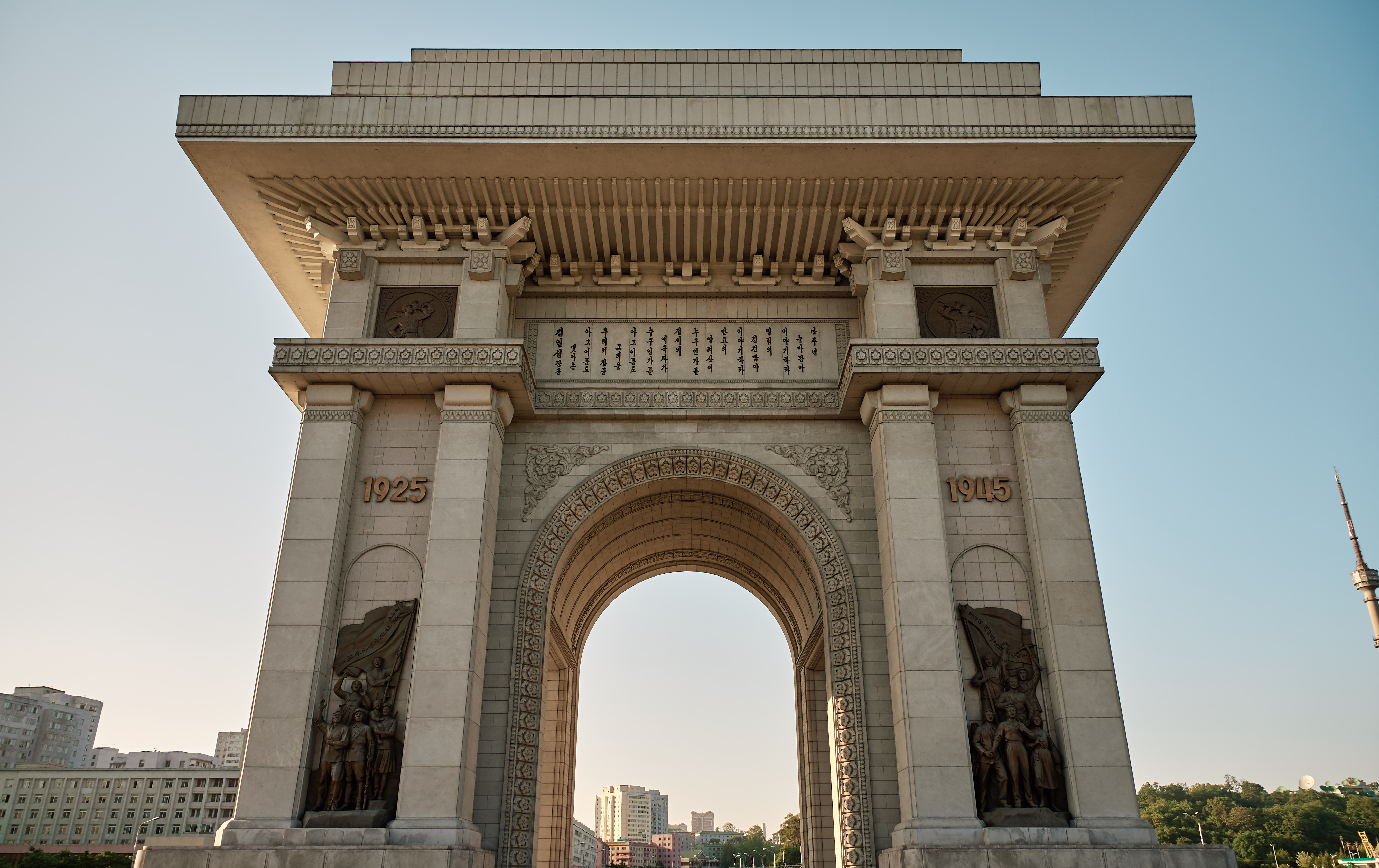
قوس النصر في بيونغ يانغ ، كوريا الشمالية.

## معرض صور

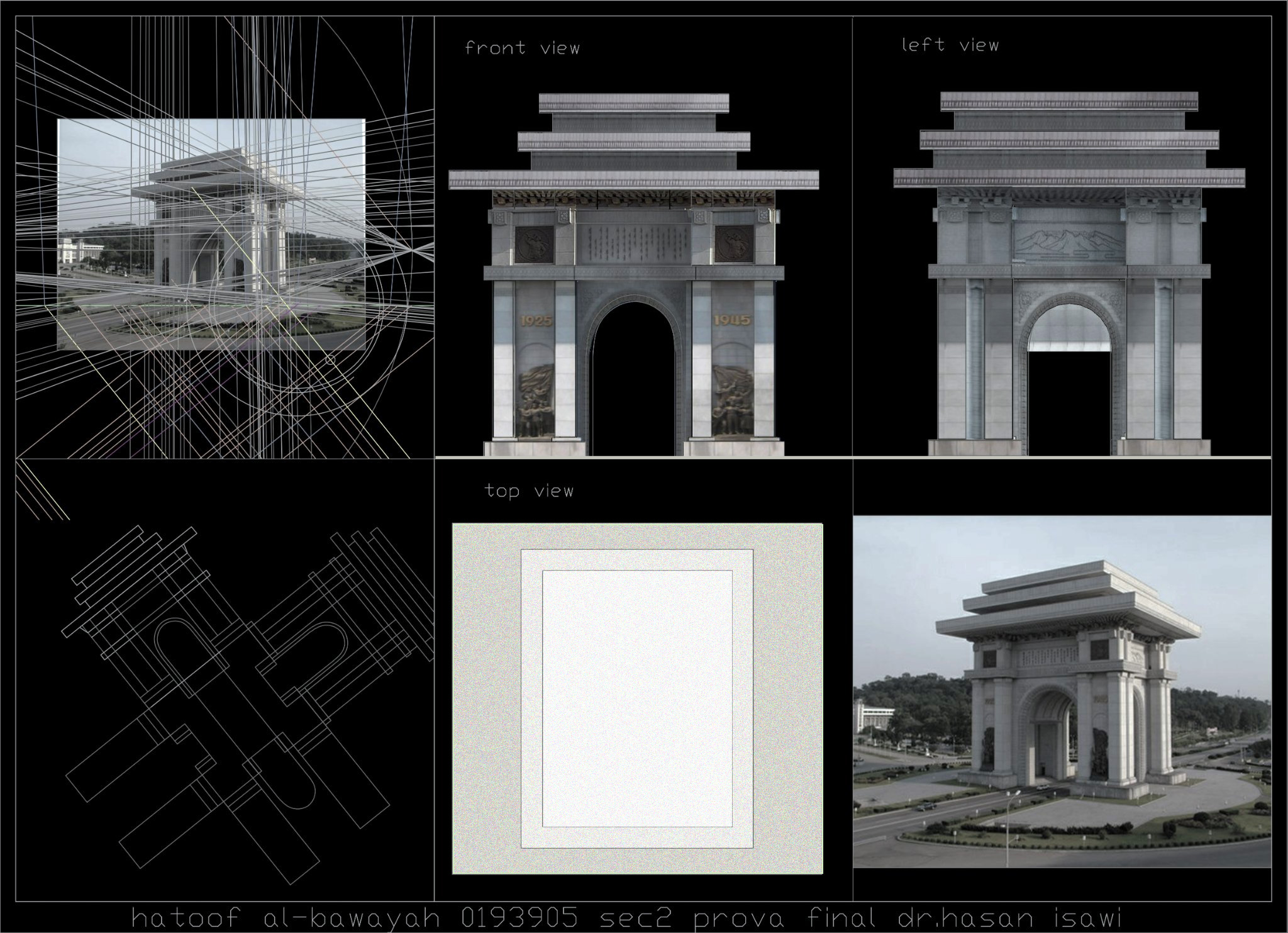
استرداد منظوري لقوس النصر بيونغيانغ